# Castillo de Úrbel
El castillo de Úrbel es un castillo roquero situado en el municipio de Úrbel del Castillo, en la provincia de Burgos (Castilla y León, España). Se localiza en un cerro aislado y de desigual superficie para construir por lo que nunca pudo ser de grandes dimensiones. Lo que se conserva confirma esa opinión. Los restos actuales son del siglo XV y fueron construidos por la familia Zúñiga.[cita requerida]

## Historia

### Orígenes

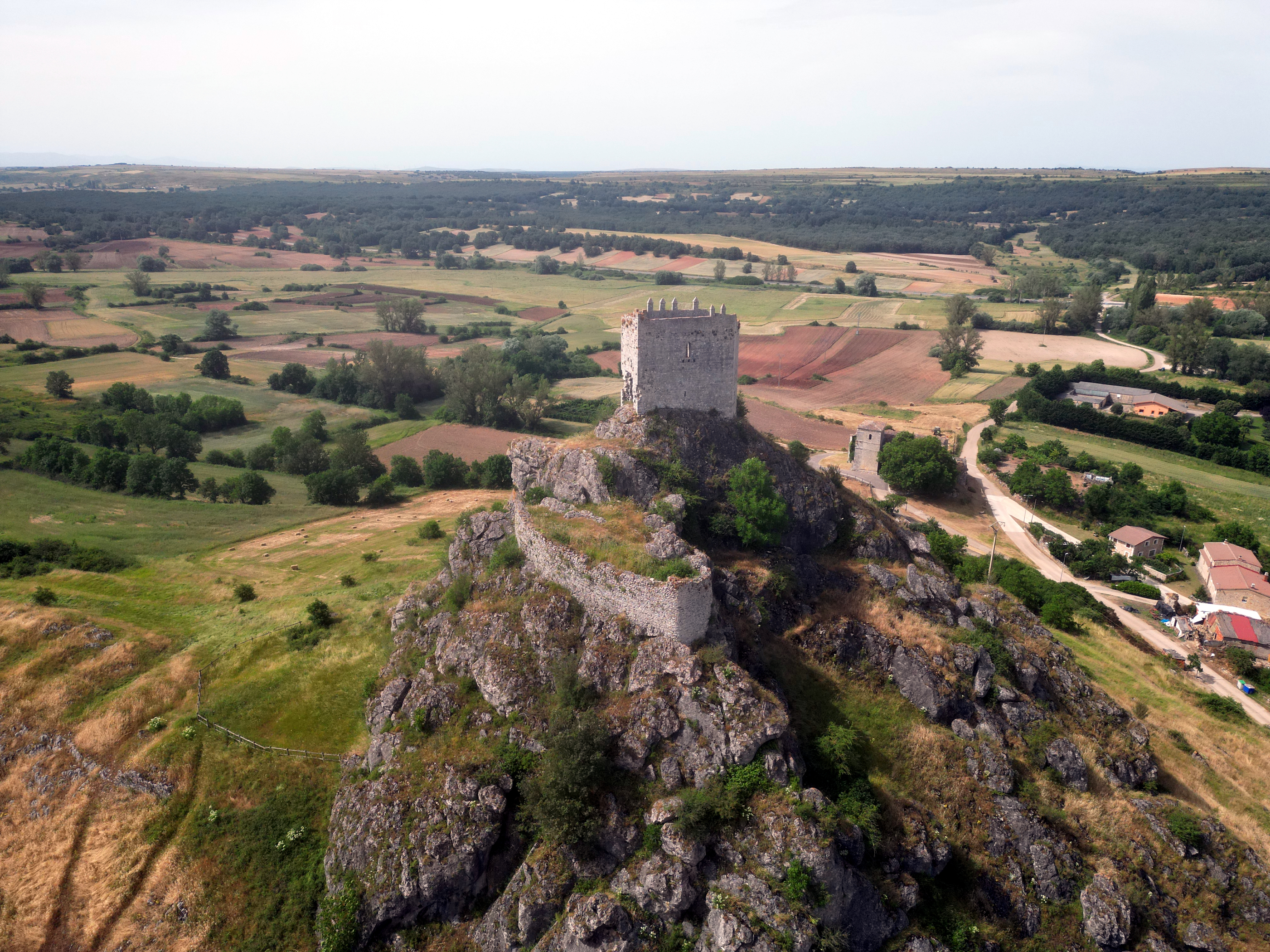
Vista aérea del castillo visto desde el sur.

Su importancia está demostrada al completar el nombre del pueblo: "del castillo" lo que está indicando que en torno a él nació el pueblo. El castillo actual tiene su origen en la expansión del condado castellano desde la Cordillera Cantábrica durante el siglo IX. El alfoz de La Piedra, citado en 1029, tenía dos castillos, La Piedra y Urbel, destinados en un principio a cerrar la penetración en el alto curso del río Urbel. Ambos castillos formaban una línea defensiva con otros castillos cercanos como el desaparecido castillo de Peña Amaya, La Piedra, y el de Ubierna.

El pueblo de Úrbel tiene resonancias vascas y es posible que a estas gentes repobladoras deba su origen.
Arquitectura fortificada en la provincia de Burgos, Inocencio Cadiñanos Bardeci, 1987

### Pertenencia a Navarra (1035-1054)
Décadas después de jugar un importante papel fronterizo en la expansión castellana a costa de los musulmanes, volvió a ser puesto fronterizo durante el siglo X. El asesinato del conde García Sánchez de Castilla en 1028 hizo que Castilla fuese heredado por Sancho III el Mayor, rey de Navarra, por el matrimonio de este con la hermana de García, Mayor de Castilla. A su muerte en 1035, Sancho modificó la frontera de Castilla y Navarra situándolo en la línea de Úrbel. Estas nuevas fronteras fueron grave fuente de litigios entre ambos reinos hasta que tras la batalla de Atapuerca en 1054 Castilla recuperó los territorios que le correspondían en la actual provincia de Burgos.

### Después de 1054
Al ser de difícil acceso fue un punto de control para dominar toda la comarca y dar protección a la agricultura regada por el Río Úrbel y a la ganadería que aprovechaba los pastos de los páramos circundantes. Sus montes con abundantes pastos atrajeron los rebaños de la Mesta, ya que Úrbel era uno de los extremos de la cañada que desde la Sierra de Neila llegaba al Páramo de Masa y El Tozo. Por este motivo la Orden de Santiago poseía un torreón en Nidáguila que junto con el castillo de Úrbel garantizaba la pacífica explotación de las ovejas.
En 1188 Alfonso VIII concedió a su hija Berenguela para casar con el hijo del emperador de Alemania, entre otros castillos el de Úrbel.
En el siglo XV la familia Zúñiga arregló el castillo, aunque manteniendo la mayoría de sus características románicas.
Está protegido según la Declaración genérica del Decreto de 22 de abril de 1949, y la Ley 16/1985 sobre el Patrimonio Histórico Español.

## Estructura
La parte más reconocible y mejor conservada del castillo es su torre en lo más alto del risco. Es de planta pentagonal muy alargada. Tuvo un primer piso cubierto en el que se aprecia en las caras Este y Oeste (las largas) sendas portezuelas que demuestran la existencia de cadalsos. Las almenas eran acabadas en triángulo. La puerta de la torre, situada al sur, fue desmontada en épocas pretéritas, seguramente para aprovechar las piedras labradas en forma de arco para alguna casa del pueblo.
Pero el castillo original no era solo una simple torre:
- A unos ocho metros por debajo de la torre hay una terraza amurallada en el lado sur del risco. Al este de esta terraza destaca una pequeña estancia, cuyo muro conserva una ventanuca. En el centro de la terraza, en el suelo, un cordón de roca tiene tallada lo que parece ser la base de una puerta a otra estancia. También aparecen tallados en la roca varios puntos para asentar columnas. En este nivel no aparecen restos de escaleras talladas en la roca, por lo que el acceso desde esta terraza a la torre se haría mediante una estructura de madera, o simplemente "escalando".
- En la base del risco en su lado oeste hay más restos de una gruesa muralla, y lo que pudiera ser un aljibe, hoy prácticamente tapado. Seguramente a esta altura estuviese la plaza de armas y el primer nivel de acceso al recinto fortificado.
- Puede que el actual sendero por el que se sube a la torre bordeando el risco no fuese la forma original de acceso a la torre. En el lado Oeste del escalón amurallado existen restos que evidencian la existencia de una escalera que bajaba directamente hasta el lugar donde pudo estar el aljibe; en esta bajada natural hay zonas en las que se aprecian escaleras talladas en la roca. Se trata de una zona de pendiente muy pronunciada y muy expuesta al agua que cae en torrente cuando llueve, por lo que es normal que las escaleras hayan desaparecido, solo quedando restos de muros que bajan y algunos escalones tallados en la roca. Este acceso tiene además la ventaja de unir directamente la parte alta del recinto fortificado con el posible aljibe, de forma que se podía pasar de uno al otro sin salir del recinto (en caso de usarse el sendero actual, habría que dar toda la vuelta al risco, y torre y aljibe estarían incomunicados en caso de asedio).